# Lakeside (Iowa)
Lakeside é uma cidade localizada no estado americano de Iowa, no Condado de Buena Vista.

## Demografia
Segundo o censo americano de 2000, a sua população era de 484 habitantes.
Em 2006, foi estimada uma população de 502, um aumento de 18 (3.7%).

## Geografia
De acordo com o United States Census Bureau tem uma área de
0,5 km², dos quais 0,5 km² cobertos por terra e 0,0 km² cobertos por água. Lakeside localiza-se a aproximadamente 423 m acima do nível do mar.

## Localidades na vizinhança
O diagrama seguinte representa as localidades num raio de 16 km ao redor de Lakeside.